# Пещера Валье
Пещера Валье, исп. La Cueva del Valle находится муниципалитете Расинес (Кантабрия, Испания) — пещера с огромным входным отверстием, где находится исток реки Силенсьо (Silencio), притока реки Руаэрмоса (Ruahermosa).
Пещера Валье — не только спелеологическая достопримечательность, но и археологический памятник эпохи палеолита.
Хотя в пещере и не обнаружено памятников пещерного искусства, которыми богаты пещеры Испании, в 1905 г. падре Лоренсо Сьерра обнаружил здесь большое количество предметов двух доисторических эпох, азильской (гарпуны, костные наконечники) и верхней мадленской (гарпуны с одним или двумя рядами зубов и другие костные предметы, а также кремнёвые изделия, прежде всего резцы).
В пещере также были обнаружены два предмета со сквозными отверстиями. Один, орнаментированный, был позднее утрачен, его копия хранится в Национальном археологическом музее Испании. Второй, без орнамента, хранится в Региональном музее доисторической эпохи и археологии Кантабрии.
Пещера Валье получила известность как одна из крупнейших исследованных пещер мира (спелеологи исследовали её вглубь более чем на 40 км, в ней часто практикуются молодые спелеологи).